# Gustaf Stolpe

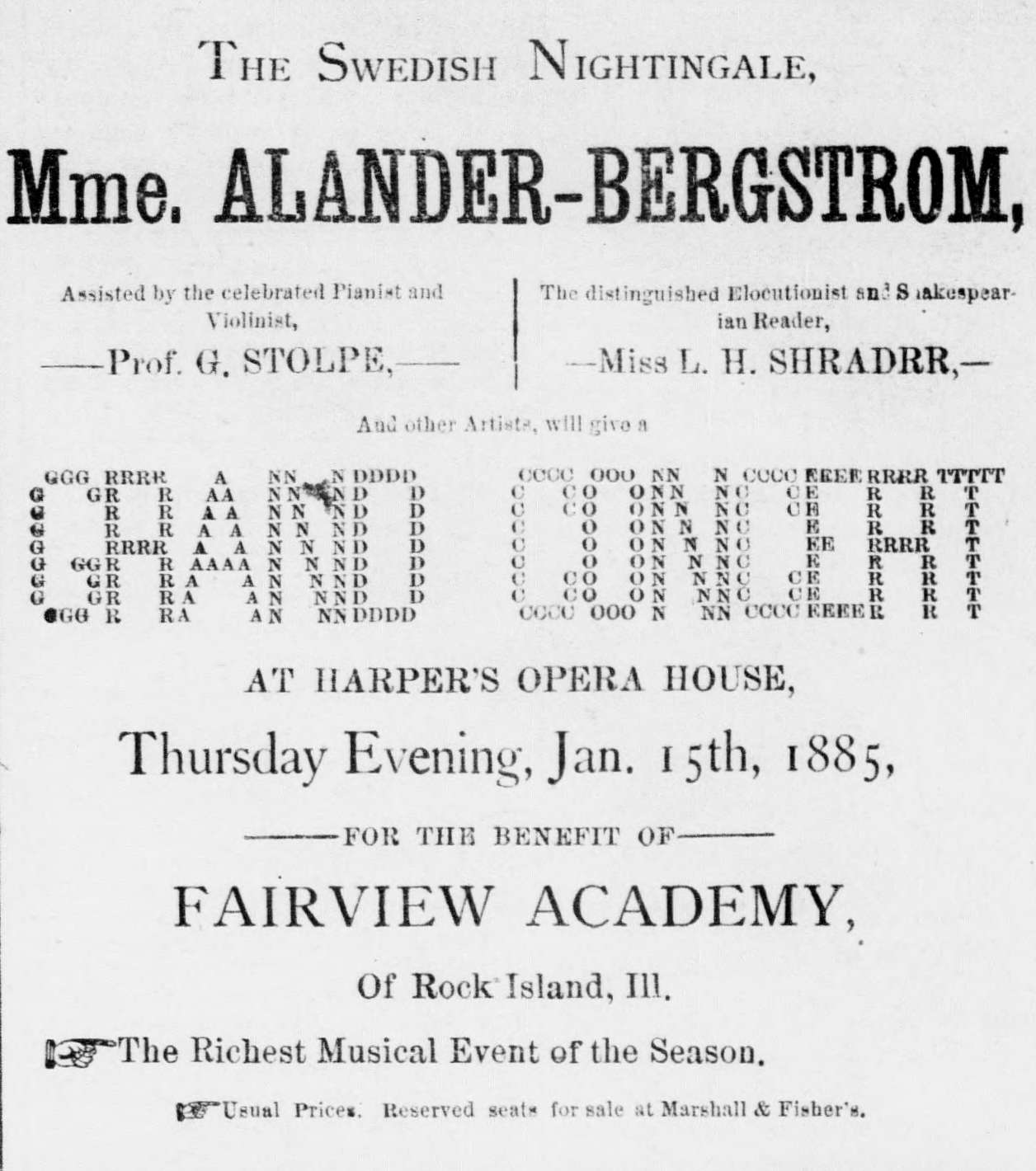
Prof. G. Stolpe vid Harper's Opera House, Rock Island 1885

Gustaf Stolpe, född 26 september 1833 i Torsåkers socken, Gästrikland, Sverige, död 3 oktober 1901 i Kenilworth, New Jersey, USA, var en svenskamerikansk musiker.
Stolpe blev 1848 elev vid Musikaliska akademien, där han 1849 avlade organist- och 1855 musikdirektörsexamen. 1856–1863 var Stolpe orkesterledare vid Ladugårdslandsteatern i Stockholm. Han komponerade eller arrangerade de flesta orkesternumren under denna tid, vid sidan av 38 operetter. 1863–1881 var han organist i Varberg. Han utgav under tiden ett stort antal studier för piano.
Stolpe företog 1881 en konsertresa till USA och anställdes 1882 som lärare i musik vid Augustana College, där huvudsakligast genom hans förtjänster och arbete en musikskola grundlades, vars ledare Stolpe blev. 1895 uppsatte han en privat musikskola, som dock icke följdes av någon större framgång, varför han nedlade den 1900 och antog platsen som lärare i musik vid Upsala College, där han verkade till sin död.
Bland Stolpes till ett hundratal uppgående kompositioner må nämnas Över skogen, Över sjön, Fantastica heroica, En moders bön, Davids LXVII psalm, Ordet (för växelkörer), Jubelkantat, Dolda ting, Sverige och Norge. Hans kompositioner röjde i allmänhet ett starkt intryck från den klassiska musiken och ägde en viss tyngd. Han utgav 1894 ett arbete över Peter Alfred Oppfeldt, En examinerad musikdirektör.

## Verklista
- Af caprice, komedi med sång i en akt, tryck 1861.

### Kammarmusik
- Två stycken för violin och orgel eller piano.
  - Folksång
  - Romans
- Festouvertyr, arrangemang för fyrhändigt piano, violin och violoncell.
- Vue för violin och piano.

### Pianoverk
- 24 pianostudier i musikaliskt föredrag. Häfte 1: 1-12 och häfte 2: 13-24.
- Fantasie över svenska folkmelodier för piano forte.
- Marica funebre - Konung Oscars drapa.
- 20 originalpolsko från Gästrikland.
- Polska
- Prairie - Skisser.
- Slavisk marsch.
- En tonsaga
- Ballad - Vid havet.
- Gondoliersång för pianoforte, Op. 6.
- En tonsaga, Op. 93.
- Elektricitets polka

### Orgelverk
- Femtio smärre tonstycken för orgel.

### Sånger
- Två visor för sopranröst med obligat violin och piano
  - 1. Där bor kärlek blott.
  - 2. En lyra är hjärtat.
- Mina dagar "I dalens skygd" (J. L. Runeberg), Op. 8.  För tenor och piano.
- Tre sånger med norsk text för mezzosopran och pianoforte.
  - 1. Det lysned i Skoven (I. Moe).
  - 2. Paa Fjellet (K. Janson).
  - 3. Til Fjeldet maa jag flytte (C. P. Riis).
- Rysslands frihetsbön "Ett folk av tidens ande väckt" (Joh. Gabriel Carlén) för sång och piano.
- Tre sånger för sopran med pianoforte, Op. 102.

### Körverk
- 100 två-, tre- och fyrstämmiga sångstycken för sopran- och altröster, till begagnande i goss- och flickskolor., 1875.
- Ordet.